# 塞梅尼夫 (特諾皮爾州)
49°16′42″N 25°40′30″E / 49.27833°N 25.67500°E

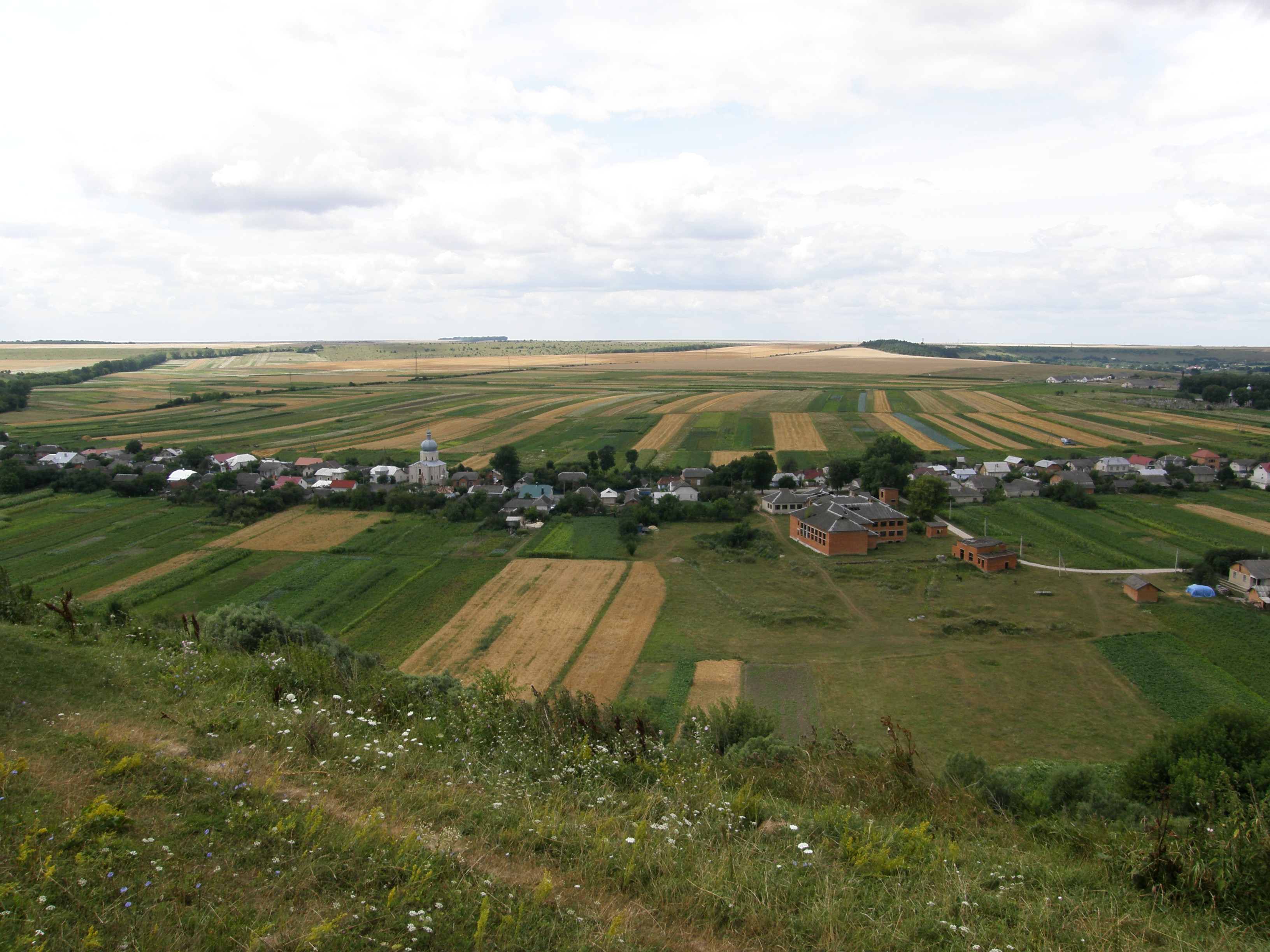

塞梅尼夫（羅馬化：Semeniv）是烏克蘭西部特諾皮爾州特諾皮爾區的村落，座落於塞雷特河畔和州府特諾皮爾東南偏南方29公里、區府喬爾特基夫西北方約29公里。始建於1410年，面積3.96平方公里，2007年人口555。